# Martin Garzez
Martin Garzez (Aragona, 1526 – 7 febbraio 1601) è stato Gran Maestro dell'Ordine di Malta dal 1595 fino alla sua morte.

## Biografia
Di lui si sa che prima della sua elezione a gran maestro, egli era stato priore della Lingua d'Aragona. Dalla sua elezione si sa che venne lodato come riappacificatore interno all'Ordine.
La sua armatura da parata è ancora oggi visibili nel Palazzo dell'Armeria di La Valletta, quella stessa che gli servì in diverse occasioni per respingere le invasioni dei turchi, come quella famosa del 1597. 
Alla sua morte, venne sepolto in un sarcofago nella Concattedrale di San Giovanni a La Valletta.